# Emil Nykvist
Emil Nykvist (Sunne, 25 de marzo de 1997) es un deportista sueco que compite en biatlón. Ganó una medalla de bronce en el Campeonato Europeo de Biatlón de 2025, en la prueba individual.

## Palmarés internacional
| Campeonato Europeo | Campeonato Europeo | Campeonato Europeo | Campeonato Europeo |
| Año                | Lugar              | Medalla            | Prueba             |
| ------------------ | ------------------ | ------------------ | ------------------ |
| 2025               | Martello (Italia)  | Medalla de bronce  | Individual         |